# Maccaffertium carlsoni
Maccaffertium carlsoni är en dagsländeart som först beskrevs av Lewis 1974.  Maccaffertium carlsoni ingår i släktet Maccaffertium och familjen forsdagsländor. Inga underarter finns listade i Catalogue of Life.